# 22 (журнал)
«22» («Двадцать два») — русскоязычный литературный журнал, выходящий ежеквартально в Тель-Авиве. На титульном листе значится: «Общественно-политический и литературный журнал еврейской интеллигенции из СНГ в Израиле». Основан в 1978 году.
Основала «22» группа бывших сотрудников журнала «Сион», покинувших его из-за несогласия с редакционной политикой (через год после этого «Сион» закрылся). В основном это были недавние репатрианты, выпускавшие самиздатский журнал «Евреи в СССР». Они ушли из «Сиона» на 22-м номере и поэтому выбрали такое название.

## Главные редакторы
- Рафаил Нудельман (1978—1994)
- Александр Воронель (1994—2024)